# Blind (Band)
Blind war eine deutsche Alternative-Rock-Band aus Andernach bei Koblenz.

## Geschichte
Die Band wurde 2002 gegründet und erreichte im selben Jahr den zweiten Platz beim Rockbuster-Finale der LAG Rock & Pop (Landesarbeitsgemeinschaft Rock & Pop in  Rheinland-Pfalz e. V.). Danach wurde die Gruppe vor allem durch Konzerte bekannt, unter anderem durch gemeinsame Auftritte mit Nightwish, Limp Bizkit, Silbermond, und den Guano Apes. Mit der Mittelalter-Rock-Band In Extremo nahm Blind deren Titel Ave Maria für die Bonus-CD des Albums Kein Blick zurück auf.
Am 22. Dezember 2007 erschien die erste Single der Band unter dem Titel Break Away, am 25. Januar 2008 erschien das Album Blind. Im Rahmen ihrer anschließenden Tour trat die Gruppe auch auf dem Festival Bochum Total sowie als Vorgruppe der Toten Hosen und von Die Happy auf.

## Stil
Die Musikgruppe selbst sah ihre in englischer Sprache geschriebenen Songs in einer Schnittmenge von Powerpop, Alternative-Rock und Modern-Metal.

## Diskografie

### Alben
- Blind (2008)
- The Fire Remains (17. September 2010)

### Singles
- Break Away (2007)
- Today I Break Loose (2008)
- Hands in the Air (2008)
- Half a Dream Away (2009)
- Don’t Think So (2010)
- Time For A Change (2011)